# Липпитс, Дирк
Дирк Липпитс (нидерл. Dirk Reinier Lippits; 3 мая 1977 года, Гелдроп) — голландский спортсмен, гребец. Серебряный призёр Летних Олимпийских игр 2000 года.

## Биография
Дирк Липпитс родился 3 мая 1977 года в нидерландском городе Гелдроп, Северный Брабант. Тренировался на базе клуба «E.S.R. Thêta» в Эйндховене. Профессиональную карьеру гребца начал с 1995 года.
Первым соревнованием международного уровня, в котором Липпитс принял участие, был кубок наций по академической гребле 1996 года, что проходил в Бельгии на озере Хазевинкель. Во время финального заплыва его команда финишировала четвёртой с результатом 05:59.280.
Единственная олимпийская медаль в активе Липпитса была добыта на Летних Олимпийских играх 2000 года в Сиднее. В составе парной четвёрки его команда пришла второй в финальном заплыве. С результатом 5:47.91 они выиграли серебряный комплект наград, уступив первенство соперникам из Италии (5:45.56 — 1-е место), но опередив соперников из Германии (5:48.64 — 3-е место).
Серебряной медалью завершилось выступление Липпитса в составе команды из Нидерландов на чемпионате мира по академической гребле 2001 года в Люцерне. В финальном заплыве четвёрок голландцы с результатом 5:42.64 финишировали вторыми, уступив первенство соперникам из Германии (5:40.89 — 1-е место), обогнав при этом гребцов из Италии (5:42.87 — 3-е место).